# Antonio Rodríguez (meksykański piłkarz)
José Antonio „Toño” Rodríguez Romero (ur. 4 lipca 1992 w Guadalajarze) – meksykański piłkarz występujący na pozycji bramkarza, reprezentant Meksyku, od 2023 roku zawodnik Tijuany.

## Kariera klubowa
Rodríguez pochodzi z Guadalajary i jest wychowankiem akademii juniorskiej tamtejszego klubu Chivas de Guadalajara. Jeszcze zanim rozpoczął treningi z pierwszą drużyną został wypożyczony do drugoligowego Tiburones Rojos de Veracruz, gdzie spędził rok, będąc podstawowym golkiperem zespołu; mimo nastoletniego wieku wygrał rywalizację o miejsce w bramce z doświadczonym Jorge Bernalem. Po powrocie do Chivas został trzecim bramkarzem ekipy (po Luisie Michelu i Liborio Sánchezie), lecz systematycznie piął się w hierarchii golkiperów. Już pół roku później awansował na drugiego bramkarza i za kadencji szkoleniowca Benjamína Galindo zadebiutował w Liga MX, 5 kwietnia 2013 w przegranym 2:3 spotkaniu z Jaguares. W styczniu 2014 wywalczył sobie natomiast miejsce w wyjściowym składzie, które stracił na rzecz Michela tylko wiosną 2015 – wówczas to, w sezonie Clausura 2015, dotarł do finału krajowego pucharu – Copa MX. Pół roku później, podczas jesiennych rozgrywek Apertura 2015, jako pierwszy golkiper zdobył natomiast z Chivas puchar Meksyku.
Bezpośrednio po tym osiągnięciu Rodríguez ponownie został relegowany do pozycji rezerwowego bramkarza, tym razem na rzecz Rodolfo Coty. W 2016 roku zanotował z Chivas superpuchar Meksyku – Supercopa MX.
| Sezon     | Klub                        | Kraj   | Rozgrywki  | Mecze | Bramki |
| --------- | --------------------------- | ------ | ---------- | ----- | ------ |
| 2011/2012 | Tiburones Rojos de Veracruz | Meksyk | Ascenso MX | 21    | 0      |
| 2012/2013 | Chivas de Guadalajara       | Meksyk | Liga MX    | 1     | 0      |
| 2013/2014 | Chivas de Guadalajara       | Meksyk | Liga MX    | 19    | 0      |
| 2014/2015 | Chivas de Guadalajara       | Meksyk | Liga MX    | 18    | 0      |
| 2015/2016 | Chivas de Guadalajara       | Meksyk | Liga MX    | 21    | 0      |
| 2016/2017 | Chivas de Guadalajara       | Meksyk | Liga MX    |       |        |

## Kariera reprezentacyjna
W 2009 roku Rodríguez został powołany przez szkoleniowca José Luisa Gonzáleza Chinę na Mistrzostwa Ameryki Północnej U-17. Tam rozegrał dwa z trzech możliwych spotkań, zaś jego drużyna, pełniąca wówczas rolę gospodarzy, z kompletem zwycięstw ukończyła turniej na pierwszym miejscu w grupie; faza pucharowa rozgrywek została odwołana ze względu na wybuch epidemii świńskiej grypy w Meksyku. Kilka miesięcy później znalazł się natomiast w składzie na Mistrzostwa Świata U-17 w Nigerii, podczas których wciąż pełnił rolę pierwszego golkipera swojej ekipy, występując we wszystkich czterech meczach, w których przepuścił trzy gole. Meksykanie w jednym ze spotkań fazy grupowej pokonali wówczas Brazylię (1:0) z Neymarem czy Philippe Coutinho w składzie, lecz odpadli ze światowego czempionatu zaraz po wyjściu z grupy, w 1/8 finału.
Dwa lata później Rodríguez w barwach reprezentacji Meksyku U-20 prowadzonej przez Juana Carlosa Cháveza wziął udział w Mistrzostwach Ameryki Północnej U-20. Na gwatemalskich boiskach pełnił jednak wyłącznie rolę rezerwowego i nie zanotował ani jednego występu, pozostając wyłącznie rezerwowym dla Carlosa Lópeza, natomiast jego kadra triumfowała ostatecznie w tych rozgrywkach po finałowym zwycięstwie nad Kostaryką (3:1). W tym samym roku został powołany na Mistrzostwa Świata U-20 w Kolumbii, który również rozpoczął jako dubler dla Lópeza; po dwóch meczach jego konkurent doznał jednak kontuzji i Rodríguez zastąpił go między słupkami meksykańskiej bramki. Dzięki temu wystąpił w pięciu pozostałych meczach podczas młodzieżowego mundialu, w których przepuścił pięć bramek i razem ze swoim zespołem odpadł ze światowego czempionatu dopiero w półfinale, zajmując ostatecznie trzecie miejsce – w spotkaniu o trzecią lokatę Meksykanie pokonali wówczas Francję (3:1), mającą wówczas w składzie graczy takich jak Antoine Griezmann, Alexandre Lacazette czy Francis Coquelin.
W październiku 2011 Rodríguez znalazł się w ogłoszonym przez Luisa Fernando Tenę składzie reprezentacji Meksyku U-23 na Igrzyska Panamerykańskie w Guadalajarze. Tam nie rozegrał jednak żadnego spotkania, będąc rezerwowym dla Jesúsa Corony, zaś jego kadra, będąca gospodarzami tamtych igrzysk, triumfowała ostatecznie w męskim turnieju piłkarskim po pokonaniu w finale Argentyny (1:0) i zdobyła złoty medal. W marcu 2012 wziął udział w północnoamerykańskich eliminacjach do Igrzysk Olimpijskich w Londynie, podczas których wystąpił tylko w jednym z pięciu możliwych meczów (wygranym 2:1 po dogrywce finale z Hondurasem), przegrywając rywalizację z Liborio Sánchezem, natomiast Meksykanie wygrali wówczas turniej kwalifikacyjny. Dwa miesiące później został powołany na prestiżowy towarzyski Turniej w Tulonie, gdzie początkowo również pełnił rolę alternatywy dla Sáncheza, lecz po jego nieudanych występach wskoczył do bramki drużyny i bronił w trzech decydujących spotkaniach. Jego zespół triumfował wówczas w rozgrywanym na południu Francji turnieju, pokonując w finale Turcję (3:0). Kilka tygodni później został powołany przez Tenę jako jeden z dwóch bramkarzy na Igrzyska Olimpijskie w Londynie. Podczas olimpiady nie wystąpił w żadnej konfrontacji, będąc wyłącznie rezerwowym dla doświadczonego kapitana Jesúsa Corony, a Meksykanie zdobyli wówczas jedyny złoty medal dla swojego kraju na tych igrzyskach, pokonując w finale męskiego turnieju piłkarskiego faworyzowaną Brazylię (2:1).